# КОР-1
КОР-1 (Бе-2) — палубный катапультный поплавковый гидросамолёт (корабельный разведчик), разработанный в 1936 году ОКБ под руководством Г. М. Бериева. Госиспытаний не прошёл, но ввиду отсутствия альтернатив был выпущен на Авиационном заводе № 31 им. Г. Димитрова малой серией в 12 штук и стоял на вооружении в 1939−1940-м годах.
Кор-1 (Бе-2) первый отечественный гидросамолет, созданный специально для старта с корабельной катапульты. Изначально гидросамолёты спускали с кораблей на воду специальным краном или корабли оборудовались специальными наклонными площадками, по которым самолёты могли разбегаться на специальных тележках. Однако они занимали на борту много места, а взлетать можно было только на полном ходу и против ветра. Решением этой проблемы стало использование катапульты, с помощью которой можно было взлетать даже со стоящего корабля.

## История создания[2]
В середине 1930-х годов на вооружение ВМФ СССР стали поступать легкие крейсера, которые предполагалось оснастить катапультными самолётами-разведчиками. Для оснащения этих кораблей требовалось создать отечественные катапульты и самолёты к ним.
Задание на разработку такого гидросамолета получило Центральное конструкторское бюро морского самолётостроения (ЦКБМС) в Таганроге под руководством Г. М. Бериева. Согласно тактико-техническим требованиям заказчика гидросамолет должен был иметь хорошую мореходность, чтобы садиться в открытом море, иметь цельнометаллический антикоррозионный каркас. По условиям корабельного базирования, крылья должны были складываться, были жесткие условия по габаритам самолёта и взлетному весу.
В требованиях оговаривалась схема нового самолёта — однопоплавковый гидросамолет или летающая лодка. Самолёт должен вести воздушную разведку, проводить корректировку огня корабельной и береговой артиллерии, а также проводить бомбометание и атаковать цели пулеметным огнем с пикированием.
По условиям задания предполагалось спроектировать и гражданский вариант самолёта, его предполагалось использовать в качестве почтового самолёта для Арктики и для рыборазведки.
Опытный самолёт совершил первый полет в сентябре 1936 года. Проведенные испытания выявили множество недоработок и самолёт не удовлетворял требованиям военных, однако его приняли на вооружение в качестве переходной машины.
Предприятие в то время имело очень напряженную производственную программу. Велось крупносерийное строительство МБР-2, осваивалось производство таких сложных гидросамолетов, как лицензионный ГСТ (Consolidated PBY Catalina) и отечественный МДР-6.
Поэтому кроме опытной выпустили всего 12 серийных машин.
В состав вооружения легкого крейсера проекта 26 должны были входить два КОР-1 и катапульта.
К июню 1941 г. шесть КОР-1 находились на Балтике, пять — в составе ВВС ЧФ.

## Конструкция[4]
Гидросамолет КОР-1 — однопоплавковый биплан смешанной конструкции с подкрыльевыми поплавками. Экипаж состоял из двух человек — летчика и летчика-наблюдателя. Предназначался для использования в качестве катапультного разведчика-корректировщика и пикирующего бомбардировщика.
- Фюзеляж — овального сечения. Каркас ферменный из хромомолибденновых труб. Обшивка фюзеляжа в носовой части дюралевая, в хвостовой полотняная. Хвостовая часть усилена металлическими лентами-расчалками.
- Крылья — складные, на стоянке на корабле складываются к фюзеляжу поворотом относительно стыковочных узлов центроплана. Силовой набор два лонжерона и нервюры из дюралюминия. Обшивка полотняная. Верхнее и нижнее крыло соединены между собой стойками и лентами-расчалками. На верхних консолях крыла расположены элероны с триммерами, а на нижних закрылки.
- Хвостовое оперение — стабилизатор переставной с регулируемым на земле углом установки. Каркас — два лонжерона полностью из дюралюмина. Обшивка полотняная, нижняя часть частично обшита дюралюмином. Руль высоты снабжен триммером. Киль полностью из дюралюминия. Руль направления снабжен серво-компенсатором.
- Шасси — три однорядных дюралевых поплавка: центральный и два подкрыльевых. В корме поплавка установлен водяной руль (румпель), связанный с рулем направления самолёта. Центральный поплавок крепится с помощью четырёх стоек, а подкрыльевые с помощью двух стоек и V-образного подкоса. Крепление поплавков усилено растяжками. В сухопутном варианте самолёт был оснащен неубираемым колесным шасси с пневматической амортизацией и хвостовым костылем. В зимнее время колеса заменялись на лыжи.
- Силовая установка — поршневой двигатель воздушного охлаждения М-25 мощностью 635 л. с. Воздушный винт металлический диаметром 2,9 м. Запуск двигателя осуществлялся комбинированным ручным и электрическим инерционным стартером. В фюзеляже были установлены два основных топливных бака емкостью по 160 л и один дополнительный на 75 л.
- Управление — двойное. Проводка управления смешанная: рулем высоты — жесткая, рулем направления — тросовая, элеронами в фюзеляже — жесткая, а в крыле тросовая. Закрылки выпускаются от штурвала в кабине пилота. Водяной руль управляется синхронно с рулем направления.
- Оборудование — стандартный набор аэронавигационного оборудования и приборов. Приборные доски установлены в обеих кабинах. Предупреждение о критической скорости пикирования срабатывает при скорости более 300 км/ч. В комплект приёмо-передающей радиостанции входит: приемник, передатчик, трансформаторы, антенный амперметр, телеграфный ключ. Кабины пилотов соединены переговорным устройством. В кабине летнаба установлен фотоаппарат. Самолёт укомплектован кислородной системой. Источником электроэнергии являются генератор и аккумулятор. Напряжение сети 12 В. Спасательные средства — парашюты и спасательные пояса.
- Вооружение — три пулемета калибра 7,62 мм, два располагались в центроплане верхнего крыла и имели запас по 500 патронов на каждый пулемет. Третий пулемет устанавливался на турели в кабине летнаба и имел запас 1000 патронов. Две бомбы по 100 кг подвешивались на бомбодержателях под нижним крылом. Сбрасывание бомб электрическое от гашетки на ручке пилота.

## ТТХ
Технические характеристики
- Экипаж: 2 чел
- Длина: 8,67 м
- Размах крыла: 11,0 м
- Высота:
- Площадь крыла: 29,3 м²
- Масса пустого: 1800 кг
- Масса снаряжённого: 2093 кг
- Максимальная взлётная масса: 2486 кг
- Силовая установка: 1 ×  М-25
- Мощность двигателей: 1 × 700 л. с.

Лётные характеристики
- Максимальная скорость: 277 км/ч
- Практическая дальность: 530—1000 км
- Практический потолок: 6600 м

Вооружение
- Стрелково-пушечное: 2 х ШКАС в крыле 1 х 7,62 ШКАС в кабине стрелка-радиста
- Точки подвески: 2
- Бомбы: 2 х ФАБ-100 (перегруженный вариант)